# 地宝土家族乡
地宝土家族乡是中华人民共和国重庆市万州区下辖的一个民族乡。

## 行政区划
地宝土家族乡下辖以下村级行政区划单位：
地宝村、四季村、裴家村和龙河村。